# Zoothera
Zoothera és un gènere d'aus de la família dels túrdids (Turdidae). Aquests tords i grives són ocells de mida mitjana que habiten principalment en zones tropicals d'Àsia, fins melanèsia i Austràlia, però que també arriben a la taigà eurasiàtica.

## Taxonomia
La classificació del gènere Zoothera ha patit canvis durant els darrers anys, passant moltes espècies des d'aquest gènere fins Geokichla.

Segons la classificació del IOC (versió 11.1, 2021) hom distingeix 21 espècies vives al gènere Zoothera:
- Zoothera heinrichi - tord de Sulawesi becnegre.
- Zoothera everetti - tord d'Everett.
- Zoothera andromedae - griva de flancs escatosos.
- Zoothera mollissima - griva de l'Himàlaia.
- Zoothera griseiceps - griva de Sichuan.
- Zoothera salimalii - griva de Salim Ali.
- Zoothera dixoni - griva de Dixon.
- Zoothera aurea - griva daurada siberiana.
- Zoothera major - griva daurada de les Amami.
- Zoothera dauma - griva daurada de l'Himàlaia.
- Zoothera terrestris - griva de les Bonin.
- Zoothera neilgherriensis - griva dels Nilgiri.
- Zoothera imbricata - griva de Sri Lanka.
- Zoothera machiki - griva de les Tanimbar.
- Zoothera heinei - griva de Heine.
- Zoothera lunulata - griva de Tasmània.
- Zoothera talaseae - griva de Nova Bretanya.
- Zoothera margaretae - griva de Makira.
- Zoothera turipavae - tord de Guadalcanal.
- Zoothera monticola - griva becuda.
- Zoothera marginata - griva becganxuda.